# 貝科迪佐迪山

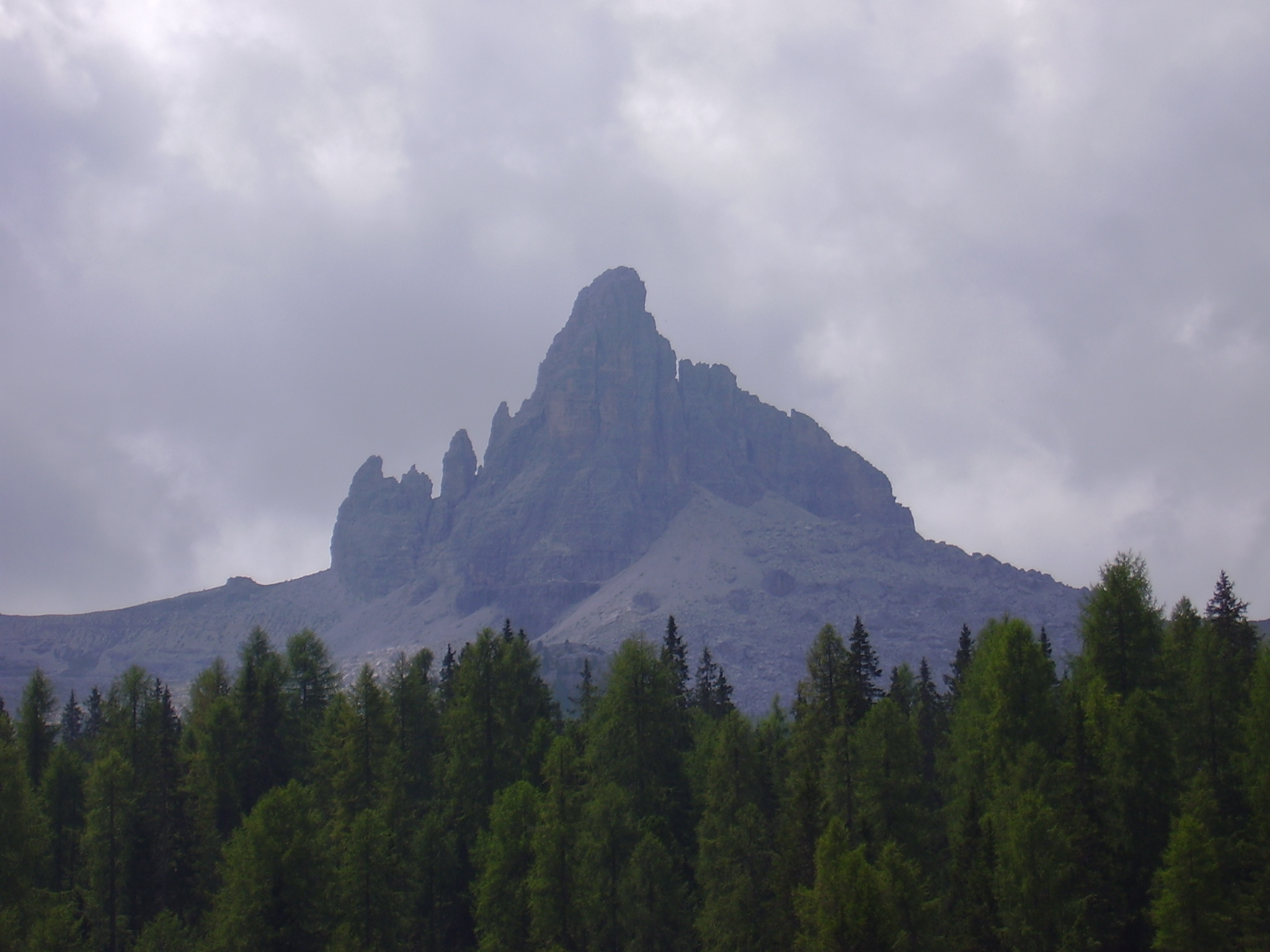

46°27′37″N 12°04′51″E / 46.46028°N 12.08083°E
貝科迪佐迪山（義大利語：Becco di Mezzodì），是意大利的山峰，位於該國東北部，由威尼托大區負責管轄，屬於多洛米蒂山的一部分，海拔高度2,603米，人類在1872年首次登頂。